# Ștefan Kovács
Ștefan Kovács lub Covaci (ur. 2 października 1920 w Timișoarze, zm. 12 maja 1995) – rumuński piłkarz i trener piłkarski pochodzenia węgierskiego. Z Ajaksem Amsterdam dwukrotny zdobywca Pucharu Mistrzów, kontynuator i reformator michelsowskiej koncepcji "futbolu totalnego".

## Kariera piłkarska
W swojej karierze piłkarskiej grał w takich klubach jak: CA Oradea, Olympique Charleroi, Ripensia Timișoara, CFR Turnu Severin, Kolozsvári AC, CFR 1907 Kluż i Universitatea Kluż.

## Kariera szkoleniowa
W Europie został zauważony, kiedy prowadzona przez niego Steaua Bukareszt trzy razy z rzędu wywalczyła Puchar kraju. Mimo to, kiedy w 1971 roku z najmocniejszego wówczas klubu Starego Kontynentu odchodził zasłużony Rinus Michels, powołanie na jego następcę trenera rodem z Rumunii stanowiło nie lada sensację. Kovács szybko udowodnił, że nie tylko jest w stanie nawiązać do poprzednika, ale i – chociażby pod względem liczby trofeów – prześcignąć go. Ajax Kovácsa, w dużej mierze oparty na zawodnikach wykreowanych za czasów Holendra (Stuy w bramce, Hulshoff, Haan, Neeskens, Cruyff), grał efektowniej, ponieważ sztywny rygor taktyczny wprowadzony przez Michelsa został znacznie złagodzony na rzecz finezji i improwizacji. Od 1973 roku, kiedy Kovácsa zastąpił George Knobel, datowany jest stały regres dokonań sportowych Ajaksu, który dopiero w latach 90. potrafił na jakiś czas przełamać Louis van Gaal.
Rumuński szkoleniowiec, jako pierwszy (i ostatni jak dotąd) trener z zagranicy, został w 1973 roku selekcjonerem reprezentacji Francji, ale przegrał z nią eliminacje do Mundialu 1974 (jego bilans – 15 meczów: 6 zwycięstw – 4 remisy – 5 porażek). W 1976 roku Rumuński Związek Piłki Nożnej, który dotychczas, wspierany przez komunistyczny rząd, kreował negatywny obraz trenera w krajowej propagandzie, zaproponował mu objęcie sterów reprezentacji. W ciągu pięcioletniej kadencji na stanowisku trenera rodzimej kadry Ștefan Kovács poległ z kretesem we wszystkich kwalifikacjach do mistrzostw świata i Europy. Po rozstaniu z Ajaksem nigdy później nie potrafił nawiązać do wielkich sukcesów z początku lat 70.
Do końca lat 80. pracował w rumuńskiej federacji. Przypomniał o sobie, kiedy w sezonie 1986–1987, bez sukcesów, trenował AS Monaco.

## Sukcesy szkoleniowe
- mistrzostwo Rumunii 1968 oraz Puchar Rumunii 1969, 1970 i 1971 ze Steauą Bukareszt
- mistrzostwo Holandii 1972 i 1973, Puchar Holandii 1972, Puchar Mistrzów 1972 i 1973, Superpuchar Europy 1972 oraz Puchar Interkontynentalny 1972 z Ajaksem